# César Medina Mejía
César Augusto Medina Mejía (n. Pacora, Panamá; 10 de abril de 1980) es un exfutbolista panameño. Jugó de delantero y mayor parte de su carrera la jugó en el Alianza FC de la Liga Panameña de Fútbol, en donde es el segundo máximo goleador.

## Trayectoria
Debutó en 2004 en el Alianza FC de Panamá, equipo con el que se mantuvo hasta finales de 2008. En 2009, fue transferido al Club Deportivo Olimpia de Honduras, donde nada más alcanzó a disputar 10 juegos pero consiguió ser campeón. También tuvo un paso breve en el fútbol italiano con AC Pisa. Regresó al Alianza en 2010 y posteriormente fichó por el Comunicaciones de Guatemala, donde coincidió con su compatriota Adolfo Machado. Actualmente está jugando con Alianza FC y es uno de los principales íconos en el club.

## Selección nacional
Ha sido internacional con la Selección de fútbol de Panamá en una ocasión. Su debut se produjo el 14 de octubre de 2007 en un amistoso contra la Selección de Honduras.

## Clubes
| Club           | País      | Año         |
| -------------- | --------- | ----------- |
| Alianza        | Panamá    | 2004 - 2008 |
| Olimpia        | Honduras  | 2009        |
| Pisa 1909      | Italia    | 2009        |
| Alianza        | Panamá    | 2010 - 2011 |
| Comunicaciones | Guatemala | 2012        |
| Alianza        | Panamá    | 2012 - 2024 |

## Palmarés

### Campeonatos nacionales
| Título          | Club       | País     | Año  |
| --------------- | ---------- | -------- | ---- |
| Torneo Clausura | Olimpia    | Honduras | 2009 |
| Torneo Apertura | Alianza FC | Panamá   | 2022 |